# Kikunosuke Toya
Kikunosuke Toya (戸谷菊之介 Toya Kikunosuke?, 30 de noviembre de 1998) es un actor de voz y cantante japonés afiliado a Sony Music Artists.  Después de pasar un tiempo haciendo comedia, drama y piano como estudiante de secundaria, ganó el Premio Especial en la sexta audición de Anistoteles de Sony Music Artists en 2017, e hizo su debut en 2022 como Denji, el personaje principal del anime Chainsaw Man.

## Primeros años
Toya, nacido el 30 de noviembre de 1998, es natural de Tokio y de la prefectura de Kanagawa. Cuando era niño, vivió durante años en Tailandia debido al trabajo de sus padres. Comenzó a tocar el piano a la edad de tres años y fue invitado a acompañar un concurso de coros mientras estaba en la escuela secundaria debido a sus habilidades y una vez audicionó sin éxito para tocar el piano de jazz en un club escolar. Mientras estaba en la escuela secundaria, publicó covers en YouTube y Nico Nico Douga, fue el teclista de una banda de covers exclusivamente masculina llamada Princess Princess y fue parte de un grupo de comedia voluntario que actuaba en festivales escolares y fiestas de graduación.

## Carrera
Después de pasar algún tiempo en un club de teatro de la escuela secundaria, le ofrecieron un papel principal y la oportunidad de ser guionista y director de una obra de teatro del festival escolar. Al audicionar para varias oficinas de comediantes y escuelas de formación, y asistir a talleres de actuación, descubrió que podía hacer reír a la gente actuando, por lo que decidió dedicarse a la actuación. En octubre de 2017, cuando tenía 18 años, ganó el Premio Especial en la sexta audición de Anistóteles de Sony Music Artists; se inspiró a participar por la victoria de Inori Minase en el Gran Premio de Anistóteles. Posteriormente decidió seguir una carrera en la actuación de voz. Posteriormente, en 2019, formó parte de la primera promoción de la escuela de actuación privada Team BareboAt de Megumi Ogata, que abrió sus puertas ese mismo año.
En octubre de 2018, Toya participó en el proyecto Wind Boys! de DMM Games. En el 2019, apareció en el vídeo musical de la canción "Fetish!" de Owarikara. En 2022, protagonizó su primer papel principal como Denji en el anime Chainsaw Man, con la propia Ogata dándole palabras de aliento. En su reseña de Anime News Network para "Rescate", el cuarto episodio de Chainsaw Man, James Beckett elogió la actuación de Toya como Denji, diciendo que Toya "clavó la particular mezcla de ferocidad, manía e idiotez descarada de Denji".
Interpreta a Akira Kiyose en UniteUp! de Sony Music Entertainment Japan, y además de retomar su papel en el anime y ser parte del trío Protostar, cantó el tema principal del anime "Unite Up!" junto al resto del elenco. También interpretó a Donny en Mokushiroku no Yonkishi, Mikoto Yuzuki en Yuzuki-san Chi no Yon-Kyōdai y Fubuki en Nige Jōzu no Wakagimi. En noviembre de 2023, fue invitado al estreno en Norteamérica de Mokushiroku no Yonkishi en la Anime NYC 2023.
En 2024, Toya ganó el premio al Mejor Actor Revelación en la 18.ª edición de los Seiyū Awards.

## Vida personal
Las habilidades especiales de Toya incluyen el piano de jazz y el trombón. Toya tiene un hermano mayor y una hermana mayor.

## Filmografía
Los papeles principales están en negrita

### Anime

#### Series de televisión
| Año  | Título                                                                | Rol                                                        | Refs.         |
| ---- | --------------------------------------------------------------------- | ---------------------------------------------------------- | ------------- |
| 2022 | Tokyo 24-ku                                                           | Manifestante (#10)                                         | [ 20 ]        |
| 2022 | Heroine Tarumono! Kiraware Heroine to Naisho no Oshigoto              | Cliente (#11); Estudiante masculino (#12); Miyazawa (#8-9) | [ 21 ]        |
| 2022 | Chainsaw Man                                                          | Denji                                                      | [ 11 ] [ 22 ] |
| 2022 | 4-Nin wa Sorezore Uso wo Tsuku                                        | Estudiante masculino 3 (#8)                                | [ 23 ]        |
| 2023 | UniteUp!                                                              | Akira Kiyose                                               | [ 24 ]        |
| 2023 | Bōkensha ni Naritai to Miyako ni Deteitta Musume ga S-rank ni Natteta | Ashcroft                                                   | [ 25 ]        |
| 2023 | Yuzuki-san Chi no Yon-Kyōdai                                          | Mikoto Yuzuki                                              | [ 16 ]        |
| 2023 | Nanatsu no Taizai: Mokushiroku no Yonkishi                            | Donny                                                      | [ 26 ]        |
| 2024 | Wind Breaker                                                          | Chōji Tomiyama                                             | [ 27 ]        |
| 2024 | Mahōka Kōkō no Rettōsei 3rd Season                                    | Minoru Kudō                                                | [ 28 ]        |
| 2024 | Kuroshitsuji: Kishuku Gakkō-hen                                       | Cheslock                                                   | [ 29 ]        |
| 2024 | 2.5 Jigen no Yūwaku                                                   | Toshifumi Mita                                             | [ 30 ]        |
| 2024 | Nige Jōzu no Wakagimi                                                 | Fubuki                                                     | [ 17 ]        |
| 2024 | Mahō Tsukai ni Narenakatta Onna no Ko no Hanashi                      | Tetsu Railway                                              | [ 31 ]        |
| 2024 | Mokushiroku no Yonkishi 2nd Season                                    | Donny                                                      | [ 32 ] [ 33 ] |
| 2024 | Yarinaoshi Reijō wa Ryūtei Heika o Kōryaku-chū                        | Hades Theos Rave                                           | [ 34 ]        |
| 2024 | Ao no Miburo                                                          | Tōdō Heisuke                                               | [ 35 ]        |
| 2025 | Ameku Takao no Suiri Karte                                            | Masashi Kagaya                                             | [ 36 ]        |
| 2025 | Ishura 2nd Season                                                     | Rokubungi no Shirok                                        | [ 37 ]        |
| 2025 | Fugūshoku (Kanteishi) ga Jitsu wa Saikyō Datta                        | Ein                                                        | [ 38 ]        |
| 2025 | UniteUp! Uni:Birth                                                    | Akira Kiyose                                               | [ 39 ]        |
| 2025 | Danjo no Yūjō wa Seiritsu Suru? (Iya, Shinai!!)                       | Yū Natsume                                                 | [ 40 ]        |
| 2025 | Ame to Kimi to                                                        | Teru                                                       | [ 41 ]        |
| 2025 | Kaoru Hana wa Rin to Saku                                             | Shōhei Usami                                               | [ 42 ]        |
| 2025 | Hanazakari no Kimitachi e                                             | Shuichi Nakatsu                                            | [ 43 ]        |

#### Películas
| Año  | Título                           | Rol   | Refs.         |
| ---- | -------------------------------- | ----- | ------------- |
| 2025 | Gekijō-ban Chainsaw Man Reze-hen | Denji | [ 44 ] [ 45 ] |

### Videojuegos
| Año  | Título                        | Rol                                   | Refs.         |
| ---- | ----------------------------- | ------------------------------------- | ------------- |
| 2020 | ReEvolve                      | Leonardo; Soldado B; Ingeniero        |               |
| 2021 | Wind Boys!                    | Osei Kiyoshima                        | [ 46 ]        |
| 2022 | Sokubaku Kareshi              | Akira Shindo                          | [ 47 ]        |
| 2022 | Monster Strike                | Denji / Chainsaw Man; White Snake Den | [ 48 ] [ 49 ] |
| 2023 | Kyoutou Kotoba RPG: Kotodaman | Denji / Chainsaw Man                  | [ 50 ]        |

### CD Drama
| Año  | Título     | Rol      | Refs. |
| ---- | ---------- | -------- | ----- |
| 2018 | Greifnagel | Nein Zig | [ 1 ] |

## Premios y nominaciones
| Año  | Premios      | Categoría                  | Resultado | Refs.  |
| ---- | ------------ | -------------------------- | --------- | ------ |
| 2024 | Seiyū Awards | Mejores Actores Revelación | Ganador   | [ 19 ] |